# Lei de Le Chapelier

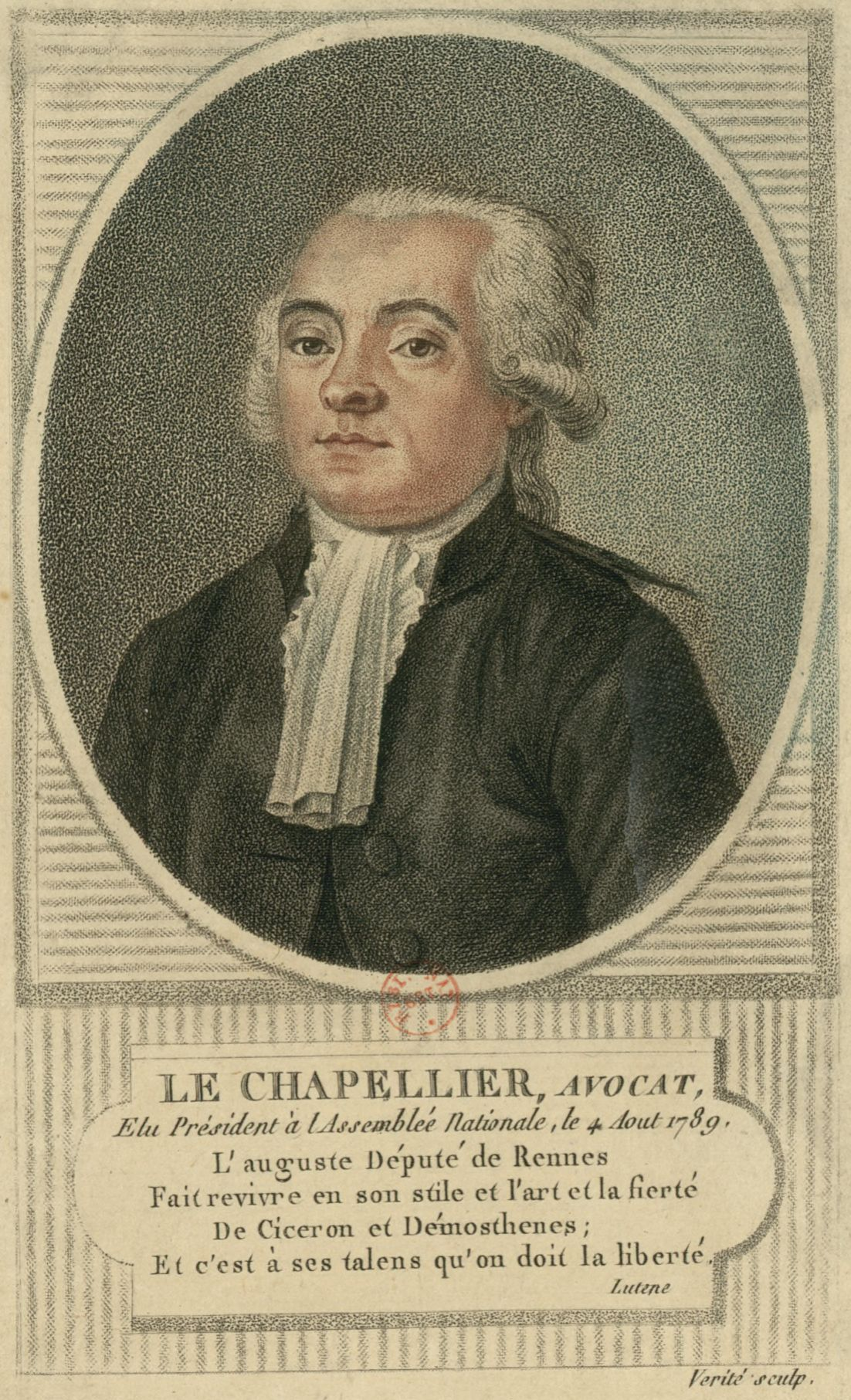

A Lei de Le Chapelier foi uma lei francesa, aprovada logo no início da Revolução Francesa, em 14 de junho de 1791.
Foi escrita e defendida por Issac René Guy le Chapelier, proibindo os sindicatos, as greves e as manifestações dos trabalhadores. Alegando a defesa da "livre empresa" e da iniciativa privada, as penas a aplicar aos sindicalistas podiam ir desde avultadas quantias em dinheiro e privação de direitos de cidadania até à pena de morte (Artº 7 e 8).
No seus fundamentos, esta lei reflecte a doutrina do liberalismo económico que só reconhece o indivíduo e a empresa, surgindo dentro do espírito da Lei de Allarde que, em 2 de Março de 1791, tinha proibido as corporações livres de ofícios que vinham da Idade Média. Com a Lei de Le Chapelier, e com a repressão que se seguiu, a vitória da burguesia sobre as classes trabalhadoras veio a revelar-se total e por várias décadas.
Para a burguesia (nobiliárquica ou não), o que está no horizonte é a aquisição dos bens nacionalizados da Igreja, a colocar em breve em hasta pública. Na conjuntura da Revolução francesa, ao proibir-se as corporações, criara-se um vazio a preencher. O novo regime acabara de emitir 1,8 milhões de certificados de papel-moeda, fazendo disparar ainda mais a inflação. O comportamento dos artesãos oficiais de um ofício – tanoeiros, marceneiros, sapateiros, tipógrafos, etc. – e de seus aprendizes, poderia deitar tudo a perder se estes se organizassem e aproveitassem as condições criadas pela Revolução para prejudicar a burguesia representada na Assembleia. Temia-se, tanto a ascensão de uma nova classe de pequenos e médios proprietários, como o comportamento dos operários que, impedidos de se organizarem nas suas antigas e livres corporações de ofícios, começaram a fundar sindicatos através dos quais procuravam obter salários que acompanhassem a inflação.
Nas grandes cidades, as greves aumentavam dia-a-dia, começando a afectar gravemente Paris, com os líderes dos bairros operários de Saint-Antoine e de Saint-Marceau a aproximarem-se perigosamente dos republicanos do Clube dos Cordeliers (Hébert, Marat, etc). A promulgação da Lei de Le Chapelier vem a provocar a fúria dos sans-culottes, que começam a exigir o fim da Assembleia Nacional e a deposição do rei que, diziam, tudo ia permitindo. O cerne do problema estava na intensa agitação operária em Paris, travada através dos massacres e fuzilamentos iniciados em 17 de Julho no Campo de Marte (Champ de Mars). No primeiro dia dos massacres terão ali caído mortas cerca de 50 pessoas que promoviam a assinatura de uma petição pedindo a deposição do rei. Nesse mesmo dia, e nos dias seguintes, segundo Marat, 400 pessoas terão sido mortas em Paris, incluindo mulheres e crianças, sob as ordens do marechal Jean-Sylvain Bailly e do general Lafayette. Em 20 de Julho, as interdições sindicais serão estendidas aos camponeses, fazendo eclodir nos campos algumas jacqueries. As classes trabalhadores revoltavam-se agora contra as liberdades perdidas, mas pouco podiam contra a força armada de uma Assembleia Nacional obediente à aristocracia endinheirada e à mais poderosa burguesia dos negócios.
Esta lei só veio a ser revogada em 25 de Maio de 1864 (2º Império) no governo de Émile Ollivier, quando se reentrou na via do direito à livre associação sindical e do direito à greve dos tempos do ancien régime.